# Stanisław Bachul
Stanisław Bachul (ur. 1883, zm. 1958) – polski Sprawiedliwy wśród Narodów Świata

## Życiorys
Stanisław Bachul mieszkał we wsi Osielec lub Bystra koło Makowa Podhalańskiego, w powiecie krakowskim. Jego małżonką była Ludwika Bachul, z którą miał siedmioro dzieci: Janinę (ur. 1917), Romana (ur. 1918), Władysława (ur. 1922), Jana (r. 1928),  Mieczysława (ur. 1929), Marię (ur. 1920) i Annę (ur. 1924). W prowadzonym przez Bachulów gospodarstwie mieszkała również Antonina Siwiec domo Kowalska, teściowa Stanisława. Bachul pracował w kolejnictwie, tak samo jak jego synowie Władysław i Roman. Bachul zapewnił bezpieczne schronienie w swoim domu dwuipółrocznej wówczas Sarze Glaser, dziecku znajomej rodziny o żydowskich korzeniach, Miriam Glaser. Dziecko pozostało pod opieką Stanisława, jego żony Ludwiki i dwóch młodszych sióstr Ludwiki, Anny i Marii. Oficjalnie Sara Glaser była przedstawiana jako nieślubne dziecko Ludwiki. Dziecko stało się pełnoprawnym członkiem rodziny, wnuczką Stanisława i Ludwiki. Zostało nauczone katolickich modlitw i regularnie uczęszczało do kościoła, aby uniknąć represji. Sara pozostała pod opieką Bachula niemal do końca okupacji niemieckiej, kiedy to matka Miriam odebrała je po wyjściu z obozu koncentracyjnego w Oświęcimiu. Glaserowie mieszkały później przejściowo we Wrocławiu, następnie w obozie przejściowym dla osób przesiedlonych w Hofgeismar w Niemczech, po czym wyemigrowały do Izraela. W 1987 roku ukrywana podczas okupacji niemieckiej Sarah Lea Yareach domo Glaser odwiedziła dom swoich dawnych opiekunów. 
12 września 1990 r. Jad Waszem uznał za Sprawiedliwych wśród Narodów Świata Stanisława i Ludwikę Bachulów oraz ich dzieci: Janinę Siwiec z domu Bachul, Annę Radoń z domu Bachul, Marię Rzeszutko z domu Bachul oraz Romana i Władysława Bachulów.